# شهرستان تکاب
شهرستان تَکاب، یکی از شهرستان‌های استان آذربایجان غربی ایران است. مرکز این شهرستان، شهر تکاب است.
این شهرستان در تاریخ ۷ آذر ۱۳۶۹ از شهرستان میاندوآب جدا شد و مستقل گردید.

## جغرافیا

### موقعیت
شهرستان تکاب، از شمال به شهرستان چاراویماق در استان آذربایجان شرقی، از غرب به شهرستان شاهین‌دژ، از شمال غربی به شهرستان باروق در استان آذربایجان غربی، از شمال شرقی به شهرستان ماهنشان در استان زنجان، از جنوب و جنوب شرقی به شهرستان‌های بیجار، دیواندره و سقز در استان کردستان محدود است و تنها شهرستان استان آذربایجان غربی است که با سه استان کردستان، زنجان و آذربایجان شرقی مرز مشترک دارد.
مختصات شهرستان به این شرح است: طول ۴۷ درجه و ۷ دقیقه، عرض ۳۶ درجه و ۸ دقیقه و ۳۰ ثانیه.
فاصله شهر تکاب با تهران، ۵۰۰ کیلومتر و با ارومیه، ۲۸۰ کیلومتر است.

### رودخانه‌ها
مهم‌ترین رودخانه دائمی این شهرستان، ساروق نام دارد که قسمتی از آب آشامیدنی شهر را نیز تأمین می‌کند.

## تقسیمات کشوری
شهرستان تکاب دارای ۲ بخش، ۶ دهستان و ۲ شهر به شرح زیر است:

### شهرستان تکاب
| بخش        | مرکز بخش   | جمعیت بخش ۱۳۹۵ | نام دهستان | مرکز دهستان   | جمعیت دهستان ۱۳۹۵ | شهر        | جمعیت شهر ۱۳۹۵ |
| ---------- | ---------- | -------------- | ---------- | ------------- | ----------------- | ---------- | -------------- |
| مرکزی      | تکاب       | ۶۰٬۴۵۹ نفر     | انصار      | دورباش        | ۴٬۲۴۲ نفر         | تکاب       | ۴۹٬۶۷۷ نفر     |
| مرکزی      | تکاب       | ۶۰٬۴۵۹ نفر     | افشار      | اوغول‌بیگ      | ۳٬۳۳۵ نفر         | تکاب       | ۴۹٬۶۷۷ نفر     |
| مرکزی      | تکاب       | ۶۰٬۴۵۹ نفر     | کرفتو      | قوجه          | ۳٬۲۰۵ نفر         | تکاب       | ۴۹٬۶۷۷ نفر     |
| تخت سلیمان | تخت سلیمان | ۲۰٬۰۹۷ نفر     | احمدآباد   | احمدآباد سفلی | ۱۰٬۲۵۹ نفر        | تخت سلیمان | ۸۵۱ نفر        |
| تخت سلیمان | تخت سلیمان | ۲۰٬۰۹۷ نفر     | ساروق      | چوپلو         | ۷٬۱۸۸ نفر         | تخت سلیمان | ۸۵۱ نفر        |
| تخت سلیمان | تخت سلیمان | ۲۰٬۰۹۷ نفر     | چمن        | قره‌بلاغ       | ۱٬۷۹۹ نفر         | تخت سلیمان | ۸۵۱ نفر        |

## مردم‌شناسی

### دین
دین مردم این شهرستان، اسلام و مذاهب شیعه و سنی است.
همچنین عده‌ای از پیروان اهل حق نیز در این شهرستان سکونت دارند؛ در گذشته، جمعیتی از یهودیان هم در این شهرستان سکونت داشتند که همگی در دههٔ چهل، به شهرهای دیگر و اسرائیل مهاجرت کردند.

### زبان
زبان مردم شهرستان تکاب، به ترکی آذربایجانی  و به کردی سورانی تکلم می کنند.

### جمعیت
بر پایه سرشماری عمومی نفوس و مسکن در سال ۱۳۹۵، جمعیت شهرستان تکاب برابر با ۸۰٬۵۵۶ نفر بوده‌است.

## جاذبه‌های گردشگری
از جاذبه‌های گردشگری و تاریخی این شهرستان می‌توان به آثار باستانی تخت سلیمان، چملی گولو (چمن متحرک روستای بدرلو)، کوه بلقیس، دژ ساری قورخان در روستایی به همین نام، آرامگاه ایوب انصاری، مسجد جامع تکاب، قلعه سردار افشار، حمام قدیمی و آب گرم روستای احمدآباد سفلی اشاره نمود.

## نگارخانه

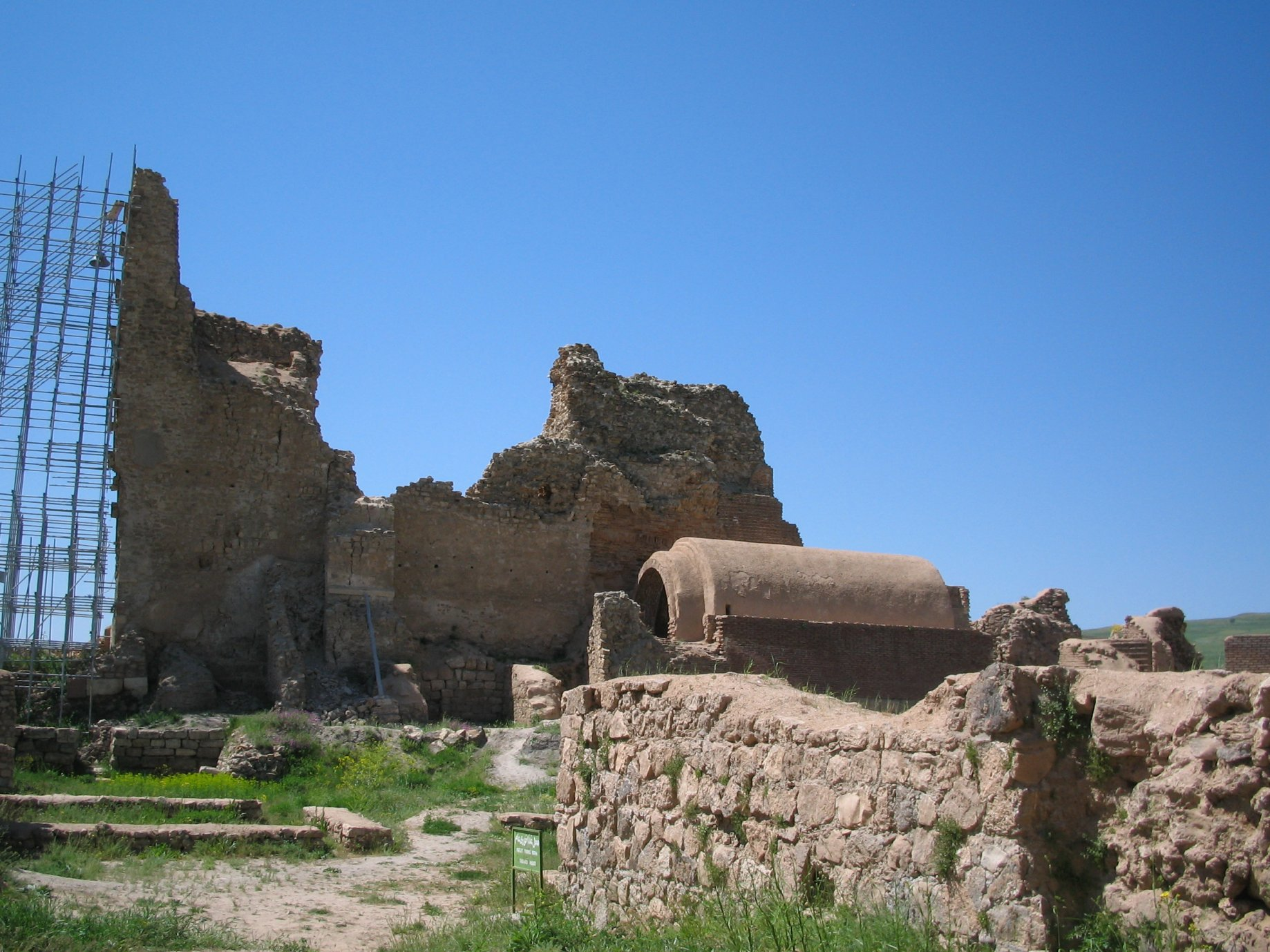
تخت سلیمان
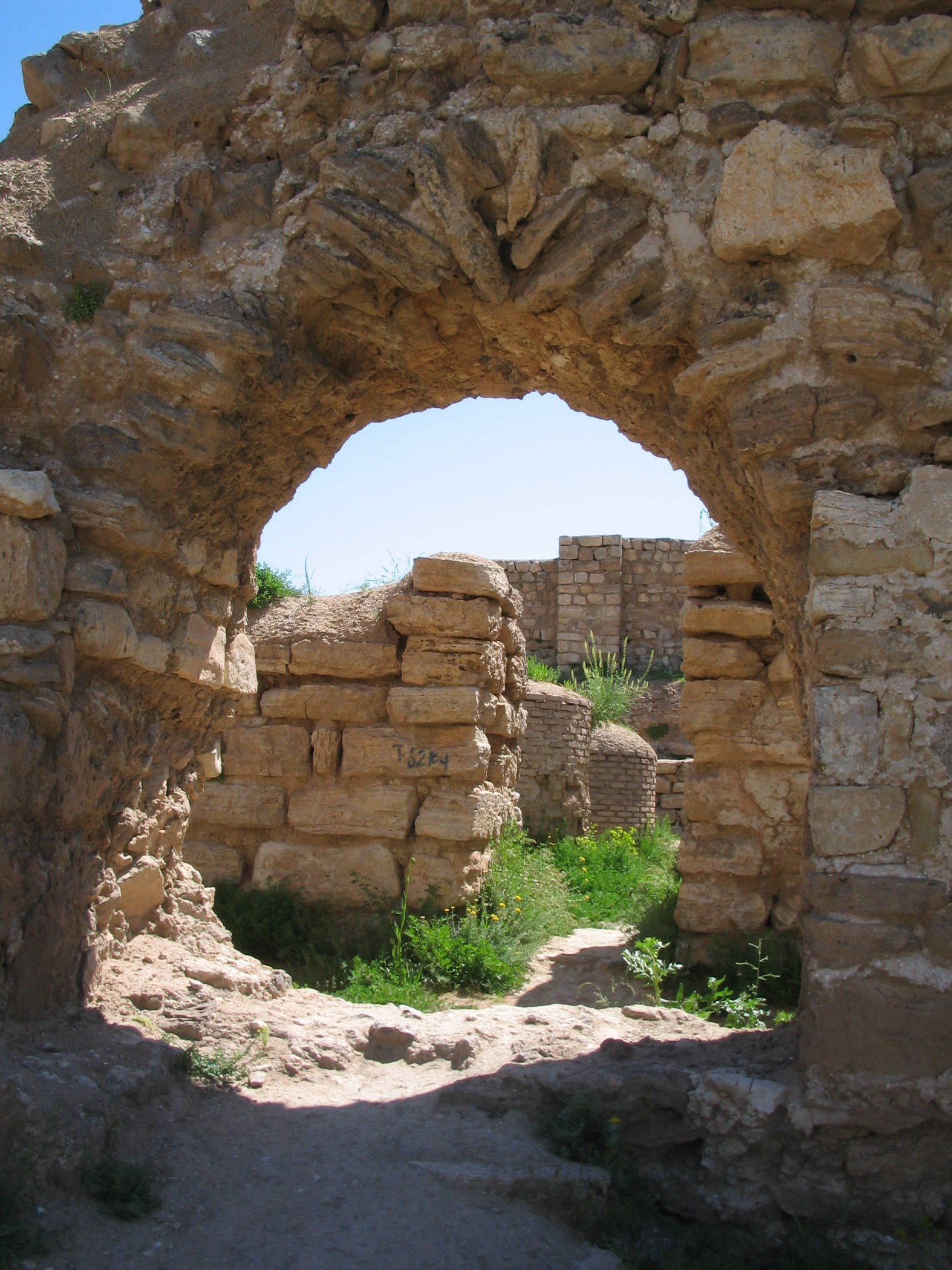
تخت سلیمان
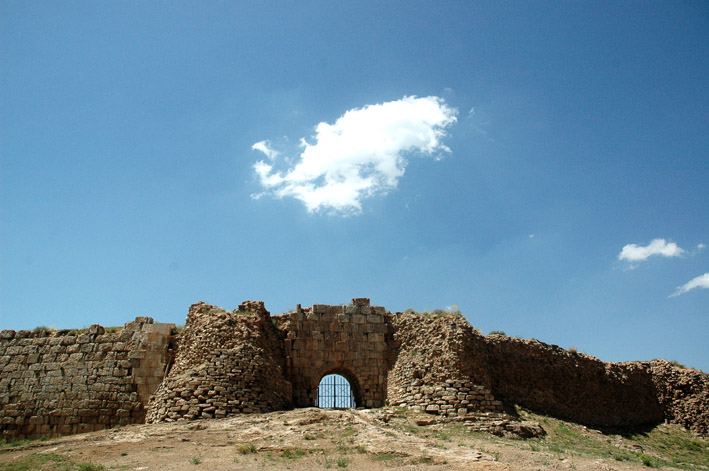
تخت سلیمان
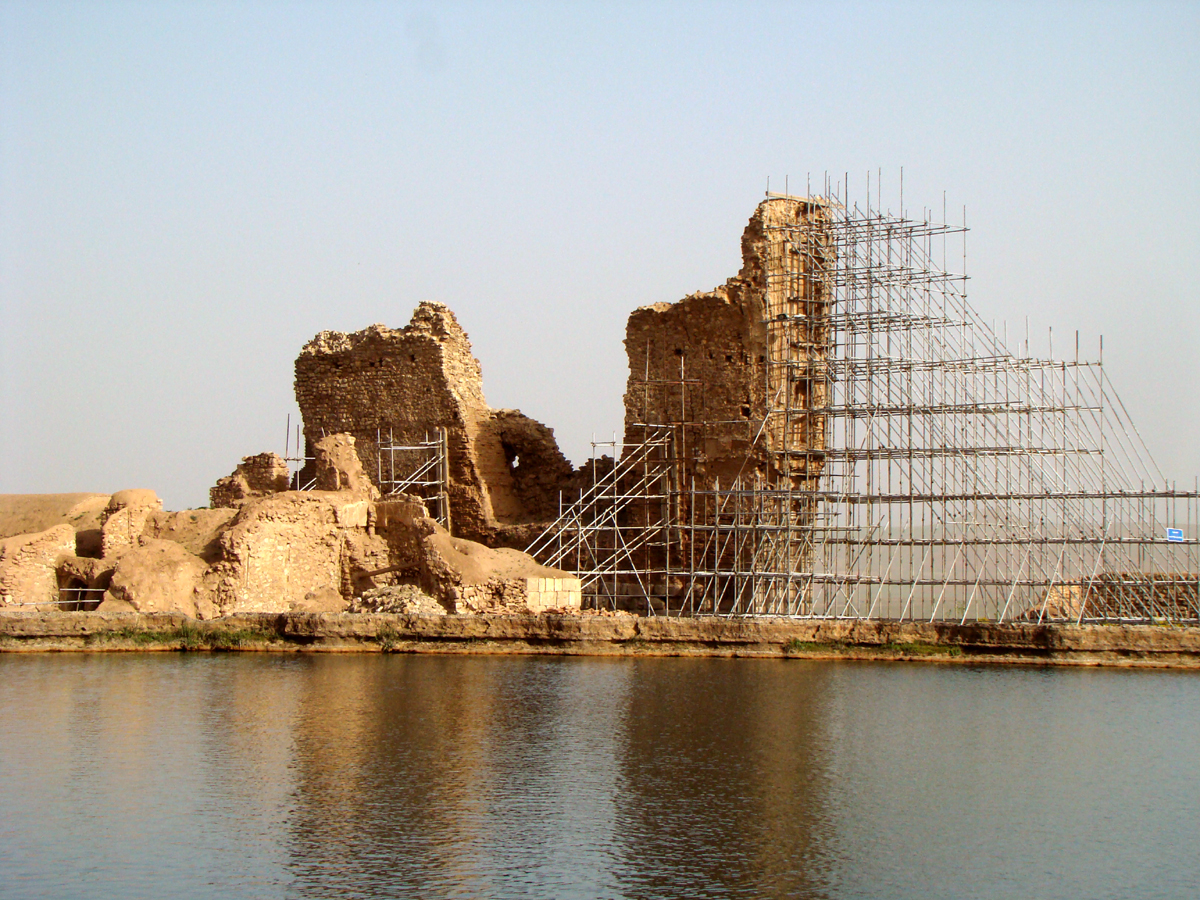
تخت سلیمان